# Hirayama Masaru
Masaru Hirayama (sinh ngày 3 tháng 6 năm 1972) là một cầu thủ bóng đá người Nhật Bản.

## Sự nghiệp câu lạc bộ
Masaru Hirayama đã từng chơi cho Nagoya Grampus Eight.

## Thống kê câu lạc bộ

### J.League
| Đội                  | Năm       | J.League | J.League | J.League Cup | J.League Cup | Tổng cộng | Tổng cộng |
| Đội                  | Năm       | Trận     | Bàn      | Trận         | Bàn          | Trận      | Bàn       |
| -------------------- | --------- | -------- | -------- | ------------ | ------------ | --------- | --------- |
| Nagoya Grampus Eight | 1995      | 16       | 1        | -            | -            | 16        | 1         |
| Nagoya Grampus Eight | 1996      | 0        | 0        | 0            | 0            | 0         | 0         |
| Nagoya Grampus Eight | 1997      | 0        | 0        | 0            | 0            | 0         | 0         |
| Tổng cộng            | Tổng cộng | 16       | 1        | 0            | 0            | 16        | 1         |